# Françoise-Madeleine de Chaugy
Françoise-Madeleine de Chaugy ou Jacqueline de Chaugy née en 1611 et morte à Turin en 1680, est une religieuse française
Fille de Hugues de Chaugy et de Claudine de Toulongeon, elle est la nièce d' Antoine de Toulongeon (1574-1633), gouverneur de Pignerol qui avait épousé en 1620 Françoise de Rabutin-Chantal (1599-1684), fille de Jeanne de Chantal, fondatrice avec  François de Sales de l'Ordre de la Visitation.
Le 12 juillet 1630, elle fait profession dans l'ordre de la Visitation. Elle est secrétaire et biographe de Jeanne de Chantal (+1641) et édita ses Lettres en 1644.
Élue supérieure du monastère d'Annecy en 1647, elle joue un rôle déterminant, avec son frère le P. André de Chaugy, minime, dans la béatification (1662) et la canonisation (1665) de François de Sales († 1622). 
Elle est excommuniée un temps en 1668. Elle est ensuite supérieure des monastères de son ordre à Crest, Carpentras et à Turin.

## Œuvres
Les Vies de VII Religieuses de l’Ordre de la Visitation Sainte-Marie, Annecy, Jacques Clerc, 1659.